# Melanolophia ordinata
Melanolophia ordinata är en fjärilsart som beskrevs av Paul Dognin 1903. Melanolophia ordinata ingår i släktet Melanolophia och familjen mätare. Inga underarter finns listade i Catalogue of Life.